# 森丘金太郎
森丘 金太郎（もりおか きんたろう、1927年7月24日 - 2010年4月6日）は、富山県黒部市出身の地方公務員。位階は正五位。勲三等瑞宝章受章。

## 経歴
黒部市の旧家である森丘家に生まれた。1950年（昭和25年）、東京大学経済学部卒業。衆議院議員や富山県議会議長を務めた森丘覚平は祖父。衆議院議員や法務大臣を務めた長勢甚遠はいとこ。黒部市長の寺田初夫は義おじ。富山県庁に勤務し、吉田実、中田幸吉、中沖豊、3代の富山県知事のもと、富山県農業水産部長、富山県教育長、富山県出納長を歴任した。
1991年（平成3年）、第2代富山県立近代美術館友の会会長に就任した。1999年、勲三等瑞宝章を受章。2010年（平成22年）4月6日、心不全のため死去。死没日付をもって正五位に叙された。

## 家族・親族
- 祖父・覚平 - 衆議院議員。